# 649816 Marycoates
649816 Marycoates è un asteroide della fascia principale esterna. Scoperto nel 2011, presenta un'orbita caratterizzata da un semiasse maggiore pari a 3,159600 UA e da un'eccentricità di 0,063649, inclinata di 10,386622° rispetto all'eclittica.
Mary Elizabeth Coates ha lavorato come infermiera e responsabile di una casa protetta in Scozia e Inghilterra. Oltre a essere moglie e madre, è stata anche madre adottiva. Mary è la vedova di Michael Coates, amico dello scopritore.